# Henry Gunther
Henry Nicholas John Gunther (Baltimore, Maryland, 6 de junio de 1895 - Chaumont-devant-Damvillers, Mosa, 11 de noviembre de 1918) fue un soldado estadounidense, más conocido por ser el último soldado en morir durante la Primera Guerra Mundial. Murió un minuto antes del armisticio del 11 de noviembre de 1918, es decir, a las 10:59 de aquel día.

## Primeros años
Henry Gunther nació en el seno de una familia estadounidense de origen alemán en Baltimore, Maryland, el 6 de junio de 1895. Sus padres, George Gunther y Lina Roth, fueron ambos hijos de inmigrantes germanos. Creció en Higlandtown, un vecindario fuertemente influenciado por inmigrantes alemanes, donde su familia asistía a la parroquia del Sagrado Corazón de Jesús. Desde 1915, era miembro de la sociedad de Caballeros de Colón. Trabajó como contable en el Banco Nacional de Baltimore.

## Servicio durante la guerra
Gunther fue llamado a filas en septiembre de 1917 y enrolado en el 313.° regimiento, llamado «Baltimore's own», parte de la 157.ª brigada de la 79.ª división de infantería. Como sargento suplente, era responsable de vestir a sus unidades militares, llegando a Francia en julio de 1918 como parte de las fuerzas expedicionarias estadounidenses. La censura interceptó una carta a su hogar, donde criticaba las «condiciones miserables» en el frente, y en la que avisaba a sus amigos que evitaran por todos los medios ser enrolados. Como resultado, fue degradado de sargento a soldado.
La unidad de Gunther, la compañía A, arribó al frente el 12 de septiembre de 1918. Como todas las unidades en el frente de la Ofensiva de Meuse-Argonne, estuvieron enredados en un conflicto la mañana del 11 de noviembre, último día de guerra. El armisticio con Alemania fue firmado a las 5:00 a. m., pero entraría en vigor a las 11:00 a. m. El escuadrón de Gunther se acercó a un bloqueo de dos ametralladoras alemanas en la villa de Chaumont-devant-Damvillers. Gunther se alzó contra las órdenes de su sargento y amigo más cercano, Ernest Powell, y cargó con su bayoneta. Los soldados alemanes, conscientes de que el armisticio comenzaría en apenas un minuto, intentaron avisar a Gunther, pero él disparó «uno o dos tiros». Cuando estuvo lo suficientemente cerca de las ametralladoras, lo alcanzaron y murió instantáneamente. El escritor James M. Cain, luego reportero del Baltymore Sun, entrevistó a los compañeros de Gunther y escribió que «Gunther pensó y tomó como un asunto de importancia su degradación y se obsesionó con la determinación de mostrarles un buen desempeño a sus oficiales y soldados que lo acompañaban».
El general John J. Pershing mencionó al día siguiente que Gunther fue el último estadounidense muerto en la guerra. El ejército, de manera póstuma, le restauró el grado de sargento y lo premió con una citación divisional por gallardía en acción y con la Cruz por Servicio Distinguido (Estados Unidos).
Los restos de Gunther fueron devueltos a Estados Unidos en 1923 y enterrados en el cementerio Santísimo Redentor de Baltimore. Investigaciones posteriores revelaron que el último día de la Primera Guerra Mundial, entre la firma del armisticio (5:00 a. m.) y su entrada en vigor (11:00 a. m.), 11.000 hombres resultaron heridos o muertos, una cifra mayor de lo normal.

## Memorial
El 11 de noviembre de 2008 fue construido un memorial cerca del lugar donde Gunther fue abatido. El 11 de noviembre de 2010 fue colocada una placa en dicho lugar.

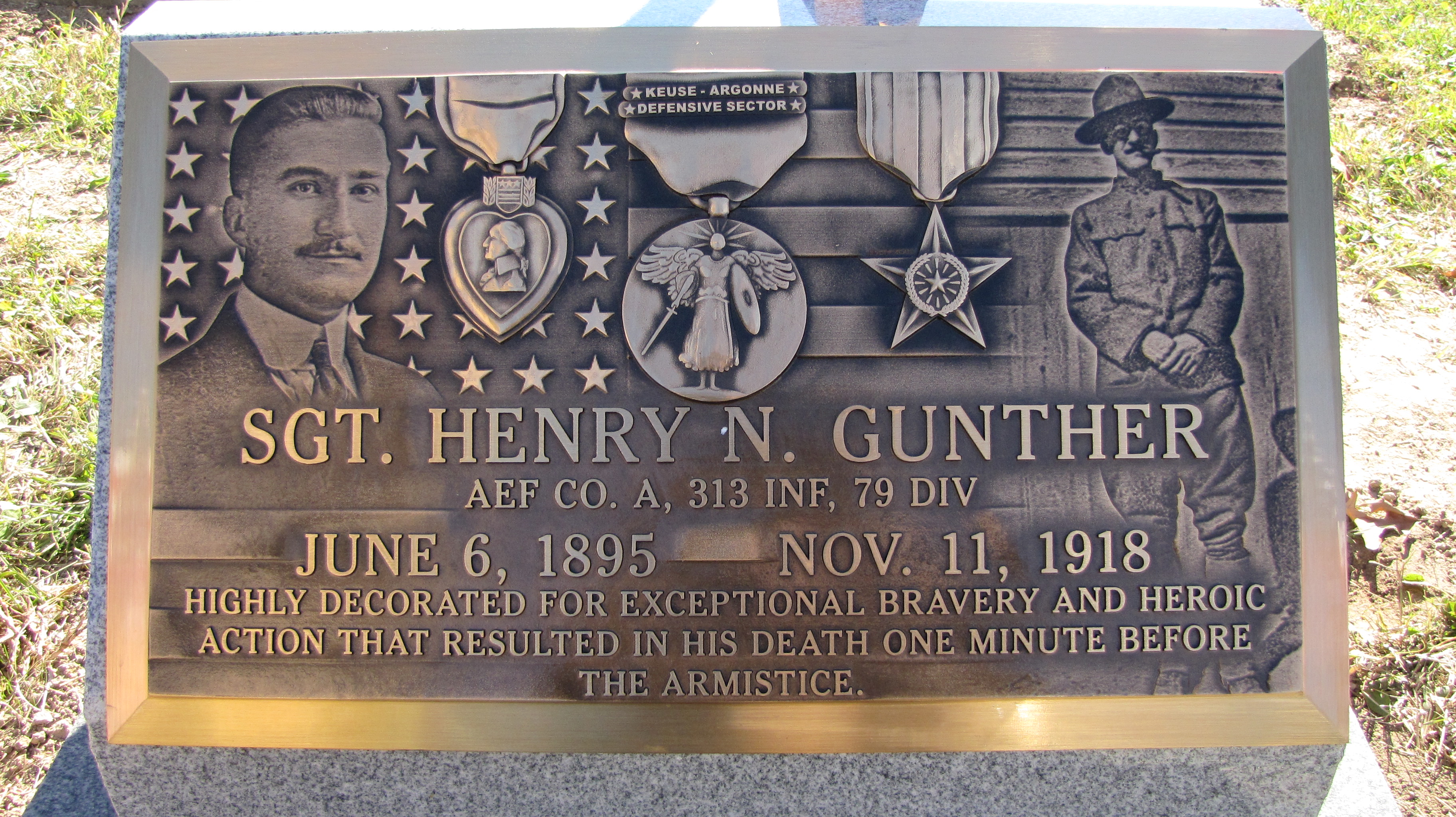
placa memorial

## Libros y Películas
Roger Faindt escribió un libro sobre Gunther, 10h59: Henry Gunther, le dernier soldat americain mort en 1918 (ISBN 2953512306, 2009). Fue adaptado en una película inglesa llamada 10h59.